# Viaszlazac
A viaszlazac (Osmerus eperlanus) a sugarasúszójú halak (Actinopterygii) osztályának a bűzöslazac-alakúak (Osmeriformes) rendjébe, ezen belül a bűzöslazacfélék (Osmeridae) családjába tartozó faj.

## Előfordulása
A viaszlazac a Vizcayai-öböltől Dél-Norvégiáig terjedő terület parti vizeiben és folyótorkolataiban található meg. 32 méteres mélységig lehatol. Még előfordul az Északi-tengerben, Anglia és Írország partjainál, valamint a Balti-tengerben és ennek a part menti mély tavaiban is.

## Megjelenése
Alakja: A hal teste karcsú, oldalról csak kevéssé lapított, áttetsző, feje hosszú, orra hegyes. 60-65 kicsi, finom és könnyen leváló pikkelye van; oldalvonala a mellúszók felett ér véget. Szájrése széles, a szem hátulsó szegélyéig ér; állkapocscsontja (mandibula) igen erősen fogazott. Szemének átmérője 1½-2½-szer kisebb az orr hosszánál. A hasúszók elülső tövi része a hátúszó első sugara alá esik.
Színezete': Háta szürkészöld, oldala ezüstösen csillogó, hasa fehéres. Ívás idején fémesen csillogó hosszanti szalagja van. Farokúszója sötéten szegett.
Mérete: Testhossza édesvizekben 10-15 centiméter, legfeljebb 20 centiméter. A tengerben 15-18 centiméter, legfeljebb 30 centiméter.

## Életmódja
Tápláléka planktonrákok és kisebb halak.

## Szaporodása
A vándoralakok íváskor (március–április) gyakran nagy csapatokban hatolnak be a folyók alsó szakaszára. A 0,6-0,9 milliméter átmérőjű ikrákat a nőstény (nagysága szerint 9000-40 000) homoktalajra és vízinövényekre ragasztja. A kelési idő 2-5 hét. Amikor az ivadék a 4-5 centiméteres nagyságot eléri, a tengerbe vándorol.